# Автомобильный мост Ячи
Ячи (кит. 鸭池河特大桥) — вантовый мост, пересекающий реку Ячи, расположенный на границе городских округов Бицзе и Гуйян; 10-й по длине основного пролёта висячий мост в мире (5-й в Китае); 14-й по высоте над пересекаемой преградой мост в мире (12-й в Китае); 20-й по конструктивной высоте мост в мире. Является частью скоростной автодороги G76 Сямынь — Чэнду.

## Характеристика
Мост соединяет западный и восточный берега реки Ячи соответственно уезд Цяньси городского округа Бицзе и городской уезд Цинчжэнь городского округа Гуйян.
Длина — 1 466,5 м. Двухпилонный вантовый мост с основным пролётом длиной 800 м, который сменяется двумя секциями балочной конструкции с обеих сторон. Пролеты моста 72+72+76+800+76+72+72 м. Высота мостовых башенных опор восточная 243,2 м и западная 258,2 м. Кроме вантов, балка жёсткости с дорожным полотном на ней также закреплена снизу фермовой конструкцией для увеличения устойчивости и несущей способности мостового пролёта. Мостовые опоры имеют форму буквы Н. Дорожное полотно моста находится на высоте 440 м над рекой, но фактическая высота над водоемом дамбы Донфэн на реке Ячи 306 м.
Имеет четыре (по две в обе стороны) полосы движения.
Один из первых висячих мостов в Азии, построенный в горной местности. Стоимость строительства моста 8,6 млрд юаней.